# Sjoerd Winkens
Sjoerd Winkens (Geleen, 4 mei 1983) is een Nederlandse voetballer, die speelt als verdediger bij MVV Maastricht. Tussentijds speelde hij twee seizoenen voor Helmond Sport.

## Clubstatistieken
| Seizoen | Club           | Land             | Competitie     | Duels | Goals |
| ------- | -------------- | ---------------- | -------------- | ----- | ----- |
| 2000/01 | MVV            | Nederland        | Eerste divisie | 2     | 0     |
| 2001/02 | MVV            | Nederland        | Eerste divisie | 9     | 0     |
| 2002/03 | MVV            | Nederland        | Eerste divisie | 18    | 0     |
| 2003/04 | MVV            | Nederland        | Eerste divisie | 33    | 1     |
| 2004/05 | MVV            | Nederland        | Eerste divisie | 29    | 0     |
| 2005/06 | MVV            | Nederland        | Eerste divisie | 31    | 0     |
| 2006/07 | MVV            | Nederland        | Eerste divisie | 36    | 0     |
| 2007/08 | MVV            | Nederland        | Eerste divisie | 33    | 0     |
| 2008/09 | MVV            | Nederland        | Eerste divisie | 12    | 0     |
| 2009/10 | Helmond Sport  | Nederland        | Eerste divisie | 24    | 0     |
| 2010/11 | Helmond Sport  | Nederland        | Eerste divisie | 29    | 2     |
| 2011/12 | MVV Maastricht | Nederland        | Eerste divisie | 27    | 2     |
| 2012/13 | MVV Maastricht | Nederland        | Eerste divisie | 10    | 0     |
| 2013/14 | MVV Maastricht | Nederland        | Eerste divisie | 24    | 0     |
| Totaal  | Bijgewerkt tot | 19 december 2017 |                | 317   | 5     |